# Luspasjaure
Luspasjaure är en sjö i Arjeplogs kommun och Sorsele kommun i Lappland och ingår i Umeälvens huvudavrinningsområde. Sjön har en area på 1,08 kvadratkilometer och ligger 913,1 meter över havet. Luspasjaure ligger i Vindelfjällen Natura 2000-område. Sjön avvattnas av vattendraget Särngejukke. Sydöst om sjön finns tydliga exempel på jordflytning.

## Delavrinningsområde
Luspasjaure ingår i det delavrinningsområde (735465-150028) som SMHI kallar för Utloppet av Luspasjaure. Medelhöjden är 1 034 meter över havet och ytan är 9,38 kvadratkilometer. Det finns ett avrinningsområde uppströms, och räknas det in blir den ackumulerade arean 19,67 kvadratkilometer. Särngejukke som avvattnar avrinningsområdet har biflödesordning 3, vilket innebär att vattnet flödar genom totalt 3 vattendrag innan det når havet efter 468 kilometer. Avrinningsområdet består mestadels av kalfjäll (89 procent). Avrinningsområdet har 1,08 kvadratkilometer vattenytor vilket ger det en sjöprocent på 11,5 procent.